# (22982) Emmacall
(22982) Emmacall est un astéroïde de la ceinture principale d'astéroïdes.

## Description
(22982) Emmacall est un astéroïde de la ceinture principale d'astéroïdes. Il fut découvert le 3 novembre 1999 à Socorro (Nouveau-Mexique) par le projet LINEAR. Il présente une orbite caractérisée par un demi-grand axe de 2,92 UA, une excentricité de 0,01 et une inclinaison de 2,8° par rapport à l'écliptique.

## Compléments